# Théorie chimiosmotique
La théorie chimiosmotique, formulée par Peter Mitchell en 1961, postule que l'« intermédiaire de haute énergie » dans les processus cellulaires de transduction énergétique  (respiration cellulaire et photosynthèse) est un gradient de concentration de protons établi à travers la membrane interne de l'organite concerné, mitochondrie ou chloroplaste, ou à travers la membrane plasmique chez les bactéries. 
Cette théorie implique l'interconvertibilité de l'énergie osmotique, le gradient de protons, et de l'énergie chimique de la cellule, l'adénosine triphosphate ou ATP. La théorie chimiosmotique est aujourd'hui très largement établie et on sait que c'est une protéine membranaire appelée ATP synthase qui réalise cette interconversion, en dissipant le gradient de manière couplée à la synthèse d'ATP chez toutes les cellules. 

## Principe
Plusieurs phénomènes biologiques de transduction d'énergie prennent comme support l'établissement d'une différence de concentration en protons de part et d'autre d'une membrane. Ainsi, dans le cadre de la respiration, des électrons provenant du NADH et du succinate traversent les quatre complexes protéiques de la chaîne de transport d'électrons au niveau de la membrane interne mitochondriale ; dans le même temps, des protons passent de la matrice à l'espace inter membranaire et entraînent une translocation de protons. De même, dans le processus photosynthétiques, la lumière captée par des pigments induit des séparations de charge au niveau des photosystèmes, dans les thylacoïdes, ce qui se traduit également par un gradient de concentration de protons.
Celui-ci constitue une sorte de réservoir d'enthalpie libre, ou encore un gradient de potentiel chimique, appelé gradient électrochimique de protons, qui comprend deux composantes. La première est liée à la différence de concentration en ions H+ (composante osmotique), tandis que la seconde correspond à la différence de potentiel électrique concomitante (composante électrique).
On considère ce processus comme un stockage transitoire d'énergie, puisque les protons ainsi déplacés se trouvent hors d'équilibre, incapables de retrouver une concentration homogène du fait de l'imperméabilité de la membrane lipidique. De fait, la relaxation de cet état est couplée à la synthèse d'ATP par le complexe V - la molécule d'ATP servant de support universel à l'énergie pour les réactions métaboliques.